# Adam Menelaws
Adam Menelaws (in russo Адам Адамович Менелас?, Adam Adamovič Menelas; Edimburgo, ...  tra il 1748 e il 1756 – San Pietroburgo, 31 agosto 1831) è stato un architetto e pittore scozzese.
Fu attivo nell'Impero russo dal 1784 al 1831. Ebbe successo nei primi due decenni del XIX secolo come pittore di paesaggi e delle residenze delle famiglie Razumovskij e Stroganov; successivamente lavorò come architetto per l'imperatore Alessandro I, specializzandosi in architettura neogotica. Dal 1825 al 1831 Menelaws, allora già settantenne, divenne il primo architetto della real casa di Nicola I e di fatto l'architetto guida dell'impero. Salvo che per i suoi ultimi anni, della sua storia si hanno pochi documenti ed è stata ricostruita dai biografia sulla base di pochi dati di archivio e tramite evidenze circostanziali; egli appartiene ancora alla categoria dei "quasi sconosciuti".

## Biografia
Le origini scozzesi di Menelaws furono confermate da lui stesso ad A. B. Granville, un viaggiatore inglese che pubblicò un nel 1828 a Londra un resoconto sul suo viaggio. Non vi sono altre evidenze affidabili sui suoi primi anni sulla sua formazione ed esperienza prima del suo arrivo in Russia nel 1784. Membri della sua famiglia furono impresari edili ad Argyll; Howard Colvin e Dmitrij Švidkovskij ritengono che questi ultimi appartenessero alla medesima famiglia, ma questa opinione non è stata avallata da ricerche d'archivio. Gli storici sorvolano sul suo anno di nascita: una registrazione dell'immigrazione del 1784 fa ritenere che egli sia arrivato in Russia verso i 35 anni di età, quindi sarebbe nato intorno al 1748, mentre le registrazioni della Chiesa anglicana di San Pietroburgo forniscono come anno di nascita il 1756. Nel 1803 Menelaws asserì di provenire da una famiglia nobile inglese, ma le autorità russe si rifiutarono di riconoscere le sue dichiarazioni. All'inizio degli anni 1780 Charles Cameron, un architetto che lavorava per Caterina II di Russia dal 1779, pubblicò un'offerta d'impiego sull'Edinburgh Evening News, a firma Caterina di Russia, che invitava esperti in costruzioni edilizie a trasferirsi in Russia per lavorare al suo progetto a Carskoe Selo. Settantatré artigiani, tra i quali Adam Menelaws, accettarono di trasferirsi in Russia, alcuni con le loro famiglie, causando un'inutile protesta dell'ufficio degli esteri. Tutti erano sufficientemente qualificati per diventare architetti professionisti o almeno aspiranti architetti in Russia; Cameron attribuì a Menelaws la qualifica di "maestro delle volte". Menelaws firmò un contratto triennale per la costruzione dei bagni freddi vicino a San Pietroburgo e per l'addestramento di artigiani russi. Apparentemente il numero di professionisti scozzesi era troppo alto per Cameron, e un anno dopo Menelaws lo lasciò per porsi al servizio di Nikolaj L'vov.
L'vov, un compositore dilettante, poeta e architetto palladiano, era in quel periodo aiutante dello statista Aleksandr Bezborodko. Gli storici si dividono sul suo ruolo nella carriera di Menelaws: la tradizione vuole che sia stato L'vov a promuovere Menelaws, introducendolo nei progetti della Corona, mentre successivamente i ricercatori asseriscono che, al contrario, sia stata l'influenza di L'vov a frenare la carriera di Menelaws.
Invece dell'architettura, nel maggio 1785, L'vov impiegò Menelaws e William Heste nella ricerca di carbone fossile (a quei tempi la metallurgia russa dipendeva sia dal carbon fossile che da quello vegetale, che importava dall'Inghilterra e dal Galles). Nel 1786 Menelaws trovò del carbone utilizzabile («…di qualità non inferiore a quello di Newcastle upon Tyne») vicino a Boroviči; nel 1790 la squadra di ricercatori di carbone aumentò di 10 professionisti. È assai probabile che L'vov abbia usato la ricerca di carbone, sponsorizzata dallo Stato, come copertura per poter utilizzare il talento di architetto di Menelaws a proprio favore personale: dal 1785 al 1794 Menelaws fu regolarmente coinvolto nei progetti edilizi di L'vov.
Un altro scozzese, Walter Irving, venne utilizzato da L'vov per costruire la sua ideale dimora estiva, il "Tempio del Sole", nell'Oblast' di Tver'; la sua arcata circolare, somigliante agli henge britannici, fu poi ricreata nei progetti propri di Menelaws. Il motivo della rotonda, comune agli ultimi lavori di Menelaws, fu molto probabilmente ispirata da L'vov.
Menelaws sposò Elizabeth Cave nel 1792; alla cerimonia parteciparono L'vov, Aleksej Olenin, presidente dell'Accademia russa di belle arti e numerosi membri della diaspora inglese e scozzese. Nel 1795 Menelaws cominciò a lasciare il servizio di L'vov, dopo la costruzione della cattedrale di San Giuseppe a Mahilëŭ, ma i due rimasero in contatto fino al decesso improvviso di L'vov, avvenuto nel 1803. Nel frattempo Menelaws era rimasto un servitore dello Stato di basso rango fino al suo arrivo. Dopo la morte di L'vov egli cercò di ritirarsi subito, ma di fronte alla rinuncia ai benefici della pensione, preferì rimanere in servizio fino al 1806. Secondo Anthony Cross, il tardivo riconoscimento del suo talento ebbe probabilmente luogo con la sua attività per la famiglia Razumovskij.

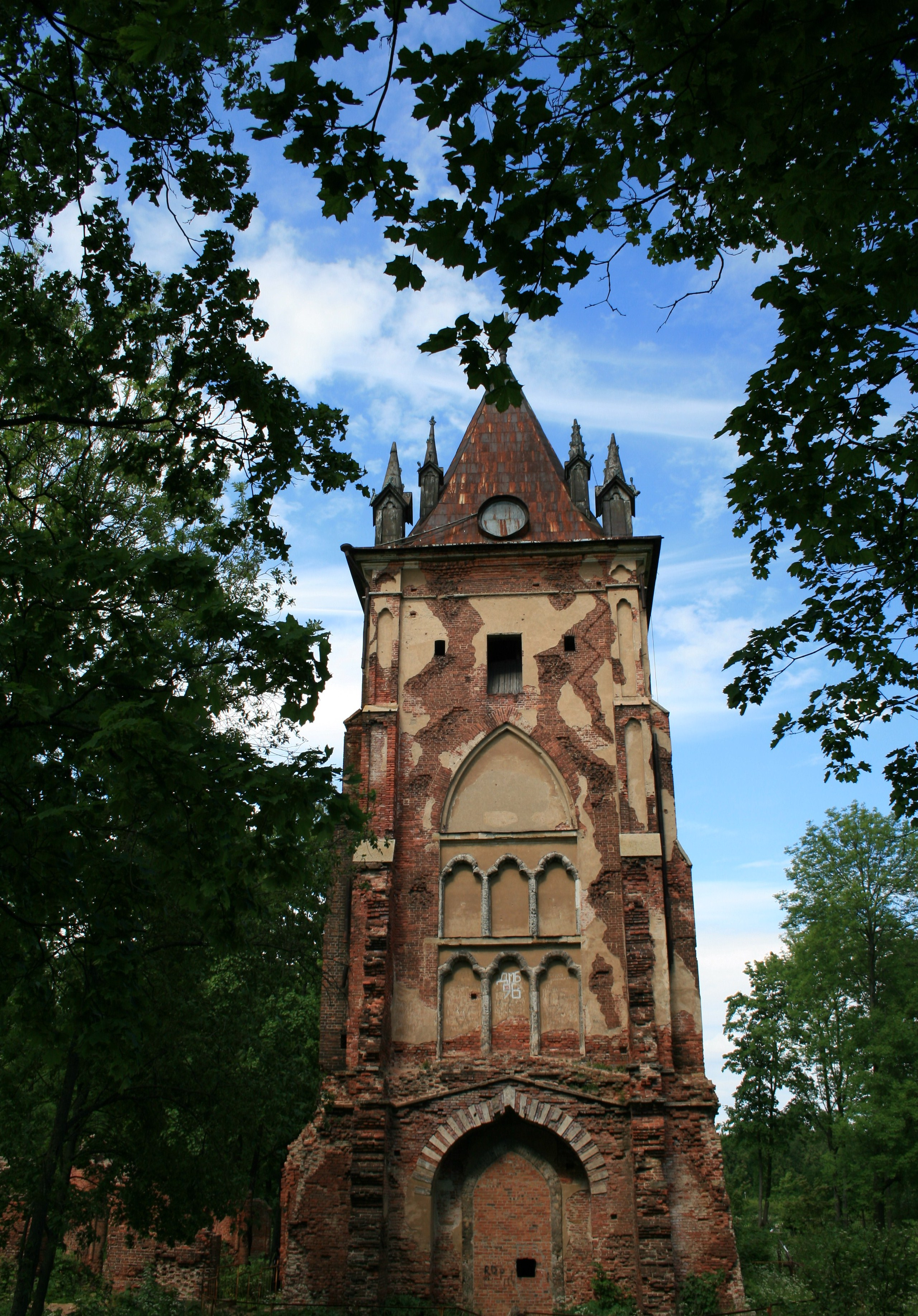
La Cappella a Tsarskoye Selo, che diede alloggio al cappellano di Nicola I

Nel XIX secolo Menelaws creò una serie di giardini all'inglese per i Razumovskij: il più noto di questi a Gorenki (oggi Balašicha), è citato nella Enciclopedia dell'architettura dei cottage, fattorie, ville per il suo panorama ed un orto botanico privato. Gli storici sono anche divisi sul fatto se Gorenki fosse stato progettato prima da Menelaws o L'vov. Nel 1801–1802 Menelaws progettò e realizzò il Palazzo dei Razumovskij nel quartiere moscovita di Basmannyj; Il palazzo fu distrutto dall'incendio del 1812 e ricostruito più tardi da Afanasij Grigor'ev. Un altro grande parco, il Maryno degli Stroganov fu realizzato vicino a San Pietroburgo nel 1813. Tutti questi progetti panoramici perirono con la fine del XIX secolo. I progetti dei parchi di Menelaws utilizzavano rovine gotiche come punto d'appoggio. Menelaws fu strumentale nelle operazioni della scuola di Maryno istituita nel 1819 dai Golicyn per insegnare ai paesani la tecnica di costruzione con il massone. L'introduzione della tecnologia costruttiva del massone è normalmente riconosciuta a L'vov, ma può anche essere ricondotta direttamente all'esperienza scozzese del Menelaws. Dmitry Shvidkovsky sostiene che Menelaws, e non Cameron, fu il progettista del palazzo dei Razumovskij a Baturyn, ma altri storici respingono questa ipotesi.
Negli anni 1810 Alessandro I invitò Menelaws a riprogettare il Parco di Alessandra a Carskoe Selo, partendo da un decrepito serraglio. Il nuovo progetto proposto da Menelaws creava l'illusione di un progetto completamente nuovo, ma che ora preservava accuratamente la struttura di un parco normale realizzato nel secolo precedente; secondo L'vov, Menelaws «…fuse l'arte di Kent e di Le Nôtre».
Menelaws progettò e realizzò 12 strutture, comprese la Porta egizia e tre padiglioni: L'ampio Arsenale (1819–1834) costruito sul luogo del Mon Bijou, opera di Francesco Bartolomeo Rastrelli negli anni 1750, la Torre bianca (1821–1827), una casa per il giovane Granduca e la "Cappella" (1825–1828), un capriccio. L'uso di un romanticismo eclettico era giustificato come simbolo della Nuova Europa forgiata al Congresso di Vienna, ma era anche segno del ritorno di Alessandro I al misticismo. Il parco di Alessandro fu occupato da Nicola I, allora suo erede presuntivo, anche lui tendente all'eclettismo ed al retaggio medievale, come sarebbe diventato evidente più tardi, durante il suo regno.

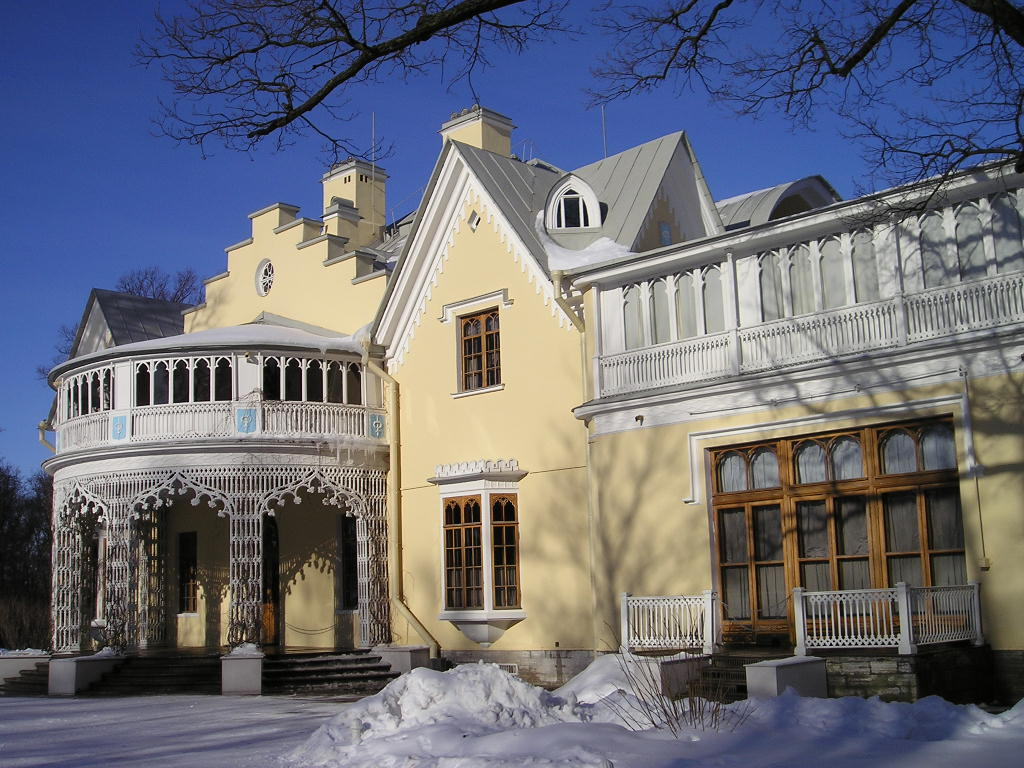
Il Cottage nel Parco di Alessandra a Peterhof.

Nicola divenne il «…maggior apprezzativo protettore [di Menelaws], che gli offrì l'opportunità ad uno stadio piuttosto avanzato della sua vita». In effetti il suo più importante incarico, il Parco di Alessandra, ebbe inizio quando lui aveva circa 70 anni di età.
Poco prima della sua morte, avvenuta nel 1824, Alessandro I aveva fornito al suo successore oltre 1,15 km² di terra sulla costa del golfo di Finlandia, ad est di Peterhof. Il nuovo Parco di Alessandra, commissionato a Menelaws, divenne l'ultimo, e il meglio conservato, progetto dell'architetto. Il lavoro iniziò con la pianificazione del paesaggio e lo scavo di due grassi laghetti artificiali; dopo la morte di Alessandro I, Nicola I incaricò Menelaws di costruire la sua residenza estiva, il Cottage asimmetrico. Esternamente esso era più inglese che gotico; l'influenza gotica era più evidente nell'interno progettato da Menelaws. Il parco, impostato in stile inglese, comprendeva percorsi sinuosi intorno ai laghetti ed aveva una Cappella gotica (chiesa privata dei Romanov, progettata da Karl Friedrich Schinkel) come suo punto focale (essa fu completata da Ludwig Charlemagne, tre anni dopo la morte di Menelaws). Si è pensato che Nicola I volesse effettivamente traslare i resti di Aleksandr Nevskij nella cappella. Il parco ha degli impianti di minor rango: un "rifugio per animali", ove venivano ricoverati i vecchi cavalli non più a servizio nel palazzo, una fattoria e un serraglio con padiglioni di lama ed elefanti. Gli elefanti vissero nel parco fino al 1911 ed era loro consentita l'uscita all'aperto durante l'estate.
Menelaws morì a San Pietroburgo durante l'epidemia di colera del 1831.